# Januário da Cunha Barbosa
Januário da Cunha Barbosa (Rio de Janeiro, 10 de julho de 1780 – Rio de Janeiro, 22 de fevereiro de 1846) foi um orador sacro, historiador, jornalista, poeta, biógrafo e político de muita importância no Primeiro Reinado.
Durante sua vida, além de ter sido um dos filósofos mais considerados de sua época, Cunha Barbosa dedicou-se à maçonaria no Brasil imperial e à luta nacional pela Independência.
Foi nomeado por D. João VI orador sacro e cônego da Capela Real em 1808, ano da chegada da corte portuguesa no Brasil, quando Januário tinha seus 28 anos de idade.
Antes disso, sua vida foi marcada por ter se tornado órfão ainda muito jovem, aos 9 anos de idade. Seu tio José da Cunha Barbosa, passou a ser o responsável em educar o sobrinho, de maneira que não contrariasse a vocação natural de Januário ao sacerdócio. Vale ressaltar que Januário teve aulas com Frei Rodovalho, que instruiu outros destacados oradores, como Monte Alverne e Carlos Sampaio.
Em 1821, o religioso fundou, ao lado de Joaquim Gonçalves Ledo, o Revérbero Constitucional Fluminense, periódico com intuito de defender a causa da independência do Brasil.
Foi nomeado, pelo decreto de 5 de setembro de 1844, diretor da Biblioteca Nacional. Exerceu tais funções até a sua morte.

## Atuação na Literatura
Em sua vida, escreveu durante mais de 50 anos. Suas produções literárias se desenrolaram nos fins do século XVIII e início do XIX. O contexto histórico do Brasil nessa época dividia-se entre um futuro promissor, com a Independência e suas promessas de modernidade, e um passado colonial autossuficiente. Nessa realidade contraposta, elementos do pretérito e do presente conviviam de maneira não harmoniosa, identificáveis, portanto, em suas peças isso também torna-se perceptível.

Distinguiu-se como biógrafo dos principais homens de letras das gerações anteriores e mesmo dos que viveram no seu tempo. Foi um dos precursores da crítica e da história literária no Brasil. Sabe-se que muitos letrados de sua época o convidavam para presidir as recorrentes sessões literárias.
O "Parnaso Brasileiro", a primeira antologia de poetas nacionais escrita por um autor brasileiro, publicada no Brasil em dois volumes, foi escrita entre 1829-1832. Possuindo motivações neoclássicas, sua notável obra pertencente ao movimento pré-romântico, já que ao reunir um corpus literário brasileiro, pode fazer os primeiros levantamentos do romantismo no Brasil.
Contribuiu com biografias, necrológios e estudos para a Revista do Instituto Histórico e Geográfico Brasileiro (IHGB). Apoiou e incentivou a obra do historiador brasileiro Francisco Adolfo de Varnhagen.

Muitas de suas obras, como A Rusga da Praia Grande e Os Garimpeiros, satirizavam figuras políticas do império e por esse motivo catálogos perderam-se de arquivos nacionais e bibliotecas. Um exemplo foi o caso da Rusga, que fazia chacota com o padre Marcelino Duarte (1788–1860) que, para atacar o regente Feijó, se unira ao grupo dos exaltados. Este, como muitos de seus escritos, só podem ser encontrados fragmentados nos jornais fluminenses do século XIX.

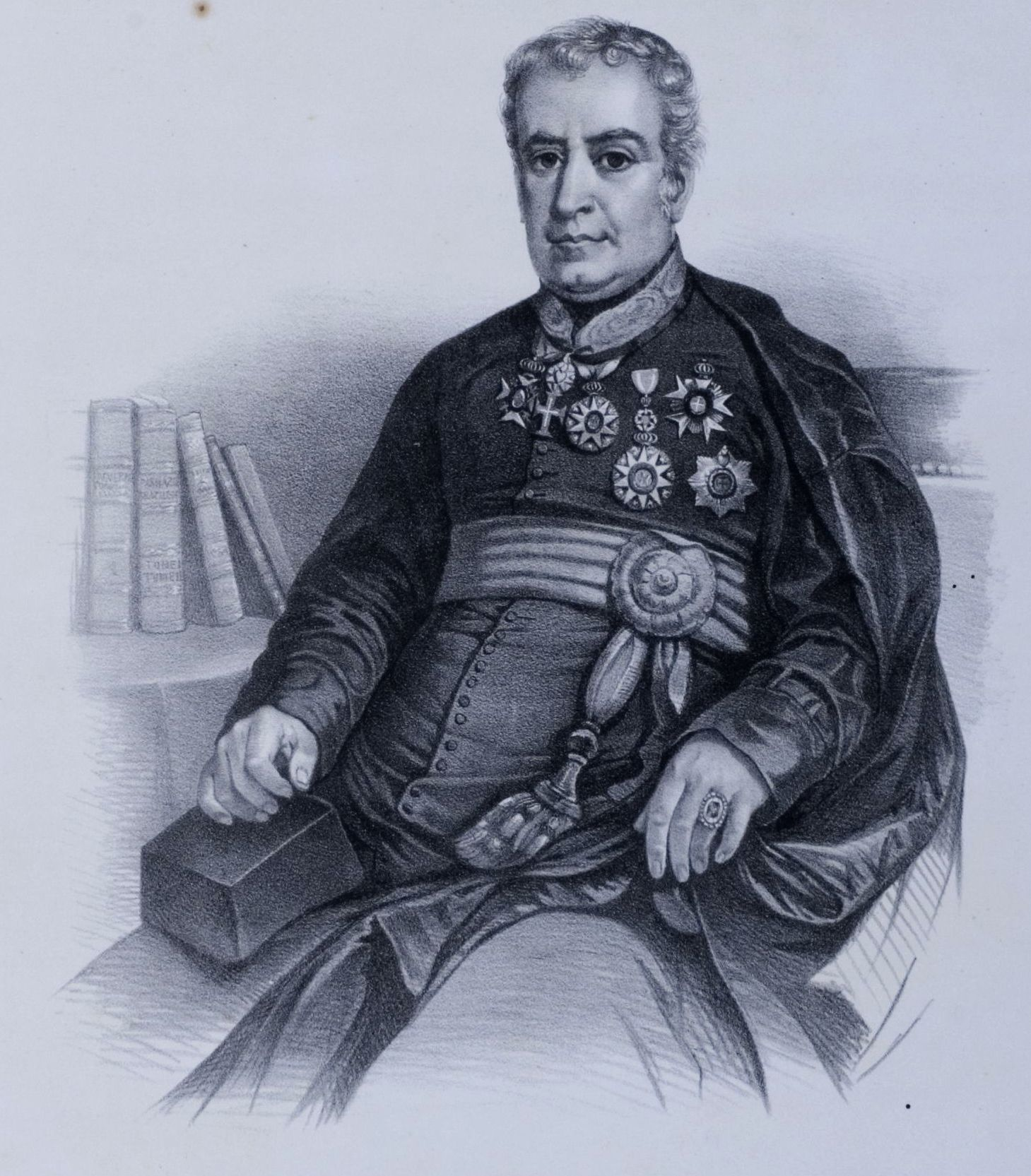
Litografia do Cônego Januário da Cunha Barbosa, de Sébastien Auguste Sisson, de 1861, baseado no retrato acima de Claude Joseph Barandier datado de cerca de 1840.

Em grande parte dos trabalhos sobre a história da historiografia do Brasil, a figura de Januário da Cunha Barbosa é repetidamente mencionada por sua importância em promover investigações e relatórios científicos sobre as diversas regiões da nação, proporcionando os princípios da identidade cultural, social e política, apesar de exclusivamente pensado para prestigiar o Estado.
Cunha Barbosa não só foi relevante, como foi o autor da proposta da fundação de uma nova associação o Instituto Histórico e Geográfico Brasileiro, o IHGB. Dentro do instituto, o cônego ocupou o cargo de primeiro secretário perpétuo, sendo assim uma figura fundamental para o crescimento da instituição, atividade que levou até o final de sua vida.

## Maçonaria e Política
Ficou marcado na história em episódios importantes dessa época, como o Dia do Fico e a legislatura na Assembleia Nacional Constituinte, decisiva para a quebra entre colônia e metrópole. Com o processo de separação entre Brasil e Portugal, Cunha Barbosa foi preso e deportado para Le Havre, na França, por ordem do ministro da época, José Bonifácio.
Ficou com certa fama de desertor por conta das mudanças no cenário político do Primeiro Reinado, que ora propiciaram o apoio do religioso Januário, ora seu afastamento de D. Pedro I.
Ao ser nomeado redator do Diário Fluminense, jornal do governo, Januário da Cunha Barbosa defendeu e apoiou fielmente o herdeiro da dinastia. Esse cenário se modificou em 7 de abril de 1831, com a abdicação do imperador ao trono. A partir deste momento, Januário mudou de lado, e passou a atacá-lo, intitulando-o entre outras palavras, de "déspota" e "tirano", devido aos seus atos "antiliberais".
O motivo pelo qual Cunha Barbosa foi exilado, é basicamente porque o cônego era membro da loja maçônica Grande Oriente do Brasil, grupo de Gonçalves Ledo, que defendia como ideologia política um governo regido pela soberania popular, que tivesse como representante D. Pedro I. Já o grupo de Bonifácio, valorizava uma constituição baseada em ideais da dinastia, de forma que restringisse a Assembleia Legislativa, garantindo autoridade suprema ao governante.
Absolvido a 7 de outubro de 1823, após a saída dos Andradas do governo e por não haver provas no processo contra ele, voltou á pátria, sendo então nomeado por D. Pedro I, oficial da Ordem do Cruzeiro e também Cônego da Capela Imperial. Mais tarde o jovem Imperador lhe ofereceu sua fotografia, com dedicatória do próprio punho. Chegou a ser deputado na primeira Assembleia Legislativa, de 1826 a 1829. Entretanto, ao chegar ao fim de sua legislatura, assumiu a direção do órgão do governo, Diário Fluminense.

## Obras Reconhecidas[11]
| Título | Gênero             | Ano  |
| --- | ------------------ | ---- |
| - A rusga da Praia Grande | Teatro             | 1831 |
| - Conselhos a um novel ministro do Evangelho sobre a arte de pregar | Tradução           | XIX  |
| - Discurso de ação de graças pelas melhoras de sua majestade imperial, o senhor D. Pedro II, celebradas na igreja de São Francisco de Paula pela primeira legião de guardas nacionais da tarde de 27 de novembro deste ano de 1833   | Discurso ou sermão | 1833 |
| - Discurso na fusão anual do povo maçônico brasileiro | Discurso ou sermão | 1835 |
| - Discurso no fim da Missa Solene do Espírito Santo, celebrada na real capela desta cidade no dia 21 de maio, etc., antes de se proceder a eleição dos deputados para as cortes pela província do Rio de Janeiro.                    | Discurso ou sermão | 1835 |
| - Discurso que no fim da missa solene do Espírito Santo, celebrada na igreja dos Terceiros Mínimos, etc., e que precedeu o ato da junta eleitoral de comarca no dia 15 de maio de 1821 compôs e recitou na dita igreja               | Discurso ou sermão | 1835 |
| - Discurso recitado na Igreja Paroquial de Santa Rita, celebrando-se o oitavo aniversário da independência do Brasil | Discurso ou sermão | 1821 |
| - Discurso recitado no ato de estatuir-se o Instituto Histórico e Geográfico Brasileiro (25 de novembro) | Discurso ou sermão | 1821 |
| - Discurso recitado no G.˙. O.˙. do Br.˙. | Discurso ou sermão | 1830 |
| - Discurso recitado pelo orador do Instituto Histórico e Geográfico no enterro do conselheiro José Joaquim da Rocha | Discurso ou sermão | 1838 |
| - Discurso sagrado à Exaltação da Santa Cruz, na igreja dos militares em 21 de dezembro de 1837 | Discurso ou sermão | 1832 |
| - Discurso sobre algumas produções do Brasil que podem ser de grande utilidade, se forem promovidas e aperfeiçoadas | Discurso ou sermão | 1838 |
| - Discurso sobre o abuso das derrubadas de árvores em lugares superiores a vales e sobre o das queimadas | Discurso ou sermão | 1857 |
| - Diário do Governo [RJ] | Outros             | 1835 |
| - Epitalâmio ao augustíssimo Imperador e defensor perpétuo do Brasil, o senhor D. Pedro II, na ocasião de seu consórcio com a sereníssima Princesa das Duas Sicílias, D. Teresa Cristina Maria, por Castor Roberto, Barão de Planitz | Discurso ou sermão | 1823 |
| - Investigações sobre as povoações primitivas na América | Periódico          | -    |
| - Memória sobre a vantagem, necessidade e meio mais pronto de propagar a cultura e manipulação do chá | Tradução           | 1843 |
| - Memória sobre o cruzamento do gado vacum | Tradução           | 1834 |
| - Memória sobre a vantagem, necessidade e meio mais pronto de propagar a cultura e manipulação do chá | Outros             | 1834 |
| - Memória sobre o cruzamento do gado vacum | Outros             | 1837 |

## Discurso de grande reconhecimento
Esse discurso foi feito no funeral de D. João VI, no púlpito da Capela Imperial.
"Não pode o silencio da morte sufocar as vozes da justiça e da gratidão, quando a memória, dos que ela arranca dentre os vivos, desperta a lembrança de ações grandes que devem chegar á mais remota posteridade. O túmulo, abrindo-se para confundir no seu pó aqueles que o mundo distinguia, respeita todavia o poder da virtude, que salva os seus nomes dos seus terríveis estragos. Aqui finalizam, sim ! os prazeres e as afeições da terra, volvendo á terra o que dela saiu; mas aqui também começa o juízo imparcial dos homens, e quando ele assenta sobre virtude, que o mundo aprecia e que a religião santifica, então pode-se dizer que o homem desce á sepultura, porque o seu nome, muito mais valioso que mio tesouros preciosos, sobrevive ás grandezas da terra e passa abençoada sempre de geração em geração." 

## Pós-morte e homenagens
Devido ao grande reconhecimento em vida de Januário da Cunha, após sua morte, a vida do cônego foi homenageada com o discurso de Manuel José Porto-Alegre, cujas palavras ficaram registradas com grande reconhecimento pelas ações de Januário da Cunha: 
"Quase um quarto de século depois da consumação desse fato estrondoso nos anais da humanidade, da criação de um novo império, veio a morte arrebatar um dos principais atores dessa cena grandiosa, em que fora protagonista o filho dos reis, o príncipe querido da liberdade no velho e novo mundo. Já não existe aquele que nessa época de entusiasmo propôs ao novo soberano do Brasil o título de Imperador, e que, no meio do terror das baionetas, erguia a sua voz impávida para anatematizar uma política opressora, que sonhava reconquistar na América um passado irreparável, e pendurar os grilhões coloniais no solo onde se haviam sentado reis, e de onde emanaram fatos, que impossibilitavam um regresso à escravidão." (RIHGB, 1867, p. 1845)
No dia 9 de setembro de 1847, um ano após a sua morte, atividades em prol da memória de Januário aconteceram junto a comemoração anual organizada pelos sócios do Instituto, conhecidas na época como "sessões públicas aniversárias", onde foi dito o discurso citado acima.
No ano seguinte, em 6 de abril de 1848, o Instituto realizou outra sessão pública no Paço Imperial, em homenagem os fundadores, que receberam monumentos talhados em mármore como reconhecimento de seus feitos para a história nacional. Esse evento contou com a presença de mais de 400 espectadores, entre eles Ministros, Conselheiros do Estado, Câmara dos Deputados, Senado, militares, religiosos e ainda o próprio imperador D. Pedro II.

Muitos memoriais biográficos foram ainda publicados na revista do IHGB sobre o seu fundador, inclusive tendo seu trabalho continuado, expondo escritores brasileiros para falar sobre o próprio país.